# Magomied Ozdojew
Magomied Mustafjewicz Ozdojew (ros. Магомед Мустафьевич Оздоев, ur. 5 listopada 1992 w Petersburgu) – rosyjski piłkarz narodowości inguskiej występujący najczęściej na pozycji środkowego pomocnika.

## Kariera klubowa
Urodzony w Petersburgu gracz pierwsze treningu rozpoczął w miejscowym Zenicie. W dalszym okresie życia grał także dla Angusztu Nazrań, Tereku Grozny i Dynama Kijów, skąd w 2010 roku trafił do Lokomotiwu Moskwa. W jego barwach zadebiutował w krajowej Priemjer-Lidze – miało to miejsce 10 lipca 2010 roku, w meczu przeciwko Anży Machaczkała. Trwałe miejsce w podstawowym składzie Łoko wywalczył zaś już w następnym sezonie (2011/12), kiedy Jurija Siomina na stanowisku szkoleniowca zastąpił Portugalczyk José Couceiro.

## Kariera reprezentacyjna
Ozdojew ma za sobą występy w rosyjskiej młodzieżówce. 11 maja 2012 roku został wybrany przez selekcjonera Dick Advocaata do szerokiej kadry Sbornej na Mistrzostwa Europy 2012. Nie znalazł się jednak w ostatecznym, 23-osobowym składzie.